# Кайск (деревня)
Кайск — деревня в Варнавинском районе Нижегородской области. Входит в состав Восходовского сельсовета.

## География
Находится на севере Нижегородской области на расстоянии приблизительно 24 километров (по прямой) на запад от поселка Варнавино, административного центра района к западу от железнодорожной линии Сухобезводное-Лапшанга, недалеко от остановочного пункта Керженец (Лапшангский).

## Население
Постоянное население составляло 0 человек в 2002 году, 1 в 2010.